# Chambly, Oise

Chambly este o comună în departamentul Oise, Franța. În 1 ianuarie 2022 avea o populație de 9.909 de locuitori.